# Kika Markham
Erika S.L. "Kika" Markham (nacida en 1942) es una actriz inglesa. Nació en Macclesfield, Cheshire. Es hija del actor David Markham y de Olive Dehn (1914-2007) y tiene tres hermanas: Petra, Sonia y Jehane Markham.

## Vida y carrera
Markham ha tenido una carrera larga como actriz en cine, televisión y teatro. Entre sus apariciones televisivas figuran papeles en Edward & Mrs. Simpson, The Life and Times of David Lloyd George, A Very British Coup, Van der Valk, The Line of Beauty, Minder, Cracker, Poirot (La Pista Doble), y Mr Selfridge. También participó en películas como a Bunny Lake is Missing (1965), Futtocks End (1970),  Les deux anglaises et le continent (Las dos inglesas y el continente) (1971) de François Truffaut, Operation Daybreak (1975), Noroît (1976), The Blood of Hussain (1980), Atmósfera cero (1981), como la mujer de Sean Connery, The Innocent (1985), Wonderland (1999), Esther Kahn (2000), Suavemente me mata (2002) y Franklyn (2008).
Se casó con el actor Corin Redgrave en Wandsworth, Londres, en 1985. La pareja tuvo dos hijos, Harvey (nacido en 1979) y Arden (nacido en 1983). Markham y Redgrave aparecieron dos veces juntos en pantalla: la primera vez en Trial & Retribution de Lynda La Plante (2000), como jueza y abogado respectivamente, y posteriormente en la serie de la BBC Despertando a los muertos (episodio "Relación Especial: Parte 1") como amantes sospechosos del asesinato de un asesor del gobierno. Ambos aparecieron también juntos en teatro en la adaptación de Canción para un atardecer de Noël Coward, junto con su cuñada Vanessa Redgrave. Sus hermanas son la actriz Petra Markham, la poeta y dramaturga Jehane Markham, viuda del actor Roger Lloyd-Pack, y Sonia.
En 2014 se publicaron sus memorias con el título Our Time of Day: My Life with Corin Redgrave, dedicadas a su marido, muerto en 2010.